# Shenyang J-16
Shenyang J-16, även känd som Qianlong (förenklad kinesiska: 潜龙; traditionell kinesiska: 潛龍; pinyin: Qián Lóng; ordagrant: "Hyphalosaurus or hidden dragon") är ett kinesisk allvädersjaktlygplan av 4,5 generationen, tandemsäte, tvåmotorig, byggt av Shenyang Aircraft Corporation och flygs av Folkets befrielsearmés flygvapen (People's Liberation Army Air Force (PLAAF)). Det är utvecklad från Shenyang J-11, den licensierade produktionsvarianten av  ryska Sukhoi Su-27.

## Bakgrund och utveckling
Med utvecklingen av militära flygplan vid sekelskiftet fann PLAAF att dess JH-7-jaktplan blev allt mer föråldrade. På 1990-talet köpte Kina Sukhoi Su-27 och Sukhoi Su-30MKK stridsflygplan från Ryssland, inklusive de licensproducerade i Kina som Shenyang J-11A. J-11A utvecklades vidare till J-11B enkelsits och BS tandemsitsvariant med inhemsk teknologi.

## Beskrivning
J-16 är ett multiroleflygplan som kan användas i både attackrollen och jaktrollen för luftherravälde som härrör från J-11BS-modellen, tvåsitsig version av J-11B. J-16 är utrustad med en aktiv elektroniskt skannad array (AESA) radar och drivs av två kinesiska Shenyang WS-10A turbofläktmotorer. Vikten har minskats genom ökad användning av kompositmaterial. J-16 har fått radarabsorberande färg för att minska dess radarsignatur, och för att förbättra dess undertryckande av fiendens luftförsvarsförmåga (SEAD) i samband har det försetts med elektroniska stödåtgärder. Cockpiten är utrustad med ett hjälmmonterat display system (HMD) för att förbättra pilotens situationsmedvetenhet.

## Produktion
J-16 ersatte helt den enkelsitsiga J-11B i produktion 2018, och de två flygplanstyperna har tillverkats parallellt i Shenyang i över ett halvt decennium. Ett litet antal J-11BS-skolflygplan med dubbla säten fanns kvar i produktion tillsammans med J-16 under de följande åren.
Den elektroniska krigföringsversionen av jaktplanet, som heter J-16D, utvecklades på 2010-talet. Flygplanet gjorde enligt uppgift sin första flygning 2015. J-16D är designad för SEAD, kan hysa intern störningsutrustning och kan bära olika externa elektroniska motmedelspoddar.
I augusti 2024 uppskattade Military Watch Magazine att J-16-flottan hade överskridit 350 jaktplan med en försiktig uppskattning, med hänvisning till nya bilder från 125:e flygbrigaden som bekräftade att flygplanen var från den 13:e produktionsgruppen som hade börjat levereras till frontlinjeenheter. Varje parti J-16 består av mellan 24 och 30 jaktplan. Publikationen lyfte fram att dessa siffror gjorde J-16 till "den överlägset mest beställda tungviktsstridsflygplansklassen av ett enda flygvapen var som helst i världen sedan sekelskiftet."

## Operativ historia
Den första flygningen tros ha inträffat 2011–2012.
I april 2014 mottog PLAAF ett regemente av J-16.
J-16 togs i bruk 2015 och avslöjades officiellt 2017 under Folkets befrielsearmés 90-årsjubileumsparad.
2021 började det kinesiska flygvapnet att introducera J-16D i stridsträning.
Av alla flygplan utplacerade i Taiwansundet är J-16-jaktplan de mest använda, möjligen på grund av dess elektroniska krigföringskapacitet. I augusti 2022 skickade Kina en stor mängd J-16-jaktplan till Taiwansundet, som svar på Nancy Pelosis besök i Taiwan.